# Nummulopyrgo
Nummulopyrgo es un género de foraminífero bentónico de la familia Spiroloculinidae, de la superfamilia Milioloidea, del suborden Miliolina y del orden Miliolida. Su especie tipo es Pseudopyrgo globulus. Su rango cronoestratigráfico abarca el Holoceno.

## Clasificación
Nummulopyrgo incluye a la siguiente especie:
- Nummulopyrgo globulus
- Nummulopyrgo milletti

Otra especie considerada en Nummulopyrgo es:
- Nummulopyrgo anomala, considerado sinónimo posterior de Pyrgo inornata